# Wolf Gold
Rabino Wolf Gold (en hebreo: זאב גולד‎), (Ze'ev Gold, nacido Zev Krawczynski; 2 de mayo de 1889 - 8 de abril de 1956) fue un rabino, activista judío y uno de los firmantes de la Declaración de Independencia de Israel.
Nacido en Szczuczyn, era descendiente por parte de su padre de al menos ocho generaciones de rabinos. El primer maestro de Gold fue su abuelo materno, el rabino Yehoshuah Goldwasser, un líder en Hovevei Zion. Más tarde estudió en la Yeshivá Mir con el rabino Eliyahu Baruch Kamei. A partir de ahí, Gold pasó a estudiar en Lida en la Yeshiva Torah Vo'Da'as, la Yeshivá del rabino Yitzchak Yaacov Reines donde la Torá se combinó con estudios seculares. Gold fue ordenado como rabino a la edad de 17 años por el rabino Eliezer Rabinowitz de Minsk, y sucedió a su suegro, el rabino Moshe Reichler, como rabino en Juteka.
A la edad de 18 años, se mudó a los Estados Unidos, donde se desempeñó como rabino en varias comunidades, incluidas South Chicago, Scranton, Pennsylvania (hasta 1912), Congregation Beth Jacob Ohev Sholom en Williamsburg, Brooklyn (1912–1919), San Francisco (hasta 1924) y Congregación Shomrei Emuna de Borough Park, Brooklyn (1928-1935).
Fue un pionero en establecer el judaísmo ortodoxo en los Estados Unidos. Fundó Williamsburg Talmud Tora, y en 1917 fundó Yeshiva Torah Vodaas. Inauguró el hospital Beth Moshe (en 404 Hart Street en Bushwick, Brooklyn en 1920. En 1947, Beth Moses se fusionó con el Hospital Israel Zion para convertirse en el Hospital Maimónides) y un orfanato en Brooklyn y también fundó una escuela de formación de profesores de hebreo en San Francisco.
En 1914, el rabino Gold invitó al rabino Meir Berlin, secretario del World Mizrachi, a ir a Nueva York para organizar una rama de Mizrachi en los Estados Unidos. Durante los siguientes 40 años, el rabino Gold viajó por los Estados Unidos y Canadá organizando delegaciones del movimiento Mizrachi y se convirtió en presidente de American Mizrachi en 1932.
En 1935, emigró a Eretz Israel, donde se convirtió en el director del Departamento de Educación y Cultura de la Torá en la Diáspora, en cuya condición jugó un papel decisivo en el establecimiento de nuevas instituciones educativas dentro de la Diáspora, dedicándose particularmente a las necesidades educativas de los judíos del Norte de África.
Durante la Segunda Guerra Mundial estuvo involucrado en la oposición sionista generalizada al Libro Blanco británico de 1939 y trabajó para rescatar a los judíos europeos del Holocausto. En 1943 viajó a Estados Unidos donde participó como orador en representación de los judíos europeos en la marcha de los rabinos en Washington.
Fue miembro del Ejecutivo de la Agencia Judía, al frente del Departamento para el Desarrollo de Jerusalén.
Se desempeñó como vicepresidente del Consejo de Estado Provisional y firmó la Declaración de Independencia de Israel en 1948. Sirvió en el comité fundador de la Universidad Bar-Ilan.
El 8 de abril de 1956, el rabino Gold murió en Jerusalén y fue enterrado cerca de su amigo de toda la vida, el rabino Meir Berlin.
Dos años después de su muerte en Jerusalén, se estableció en la ciudad un seminario de formación de maestros para mujeres judías que lleva su nombre: Majón Gold .
Su nieto, Harav Yaakov Katz, es un Rosh Yeshiva en Yeshivat Netiv Arye.